# Antonín Sitt
Anton Sitt (en txec: Antonín Sitt, hongarès: Anton Szytt;  Val (comtat de Fejer, Imperi austríac), 5 de febrer, 1819 - Praga (Àustria-Hongria), 19 de novembre, 1878), va ser un violinista txec. Pare del director d'orquestra Hans Sitt, del violinista Anton Sitt (Jr.) i de la cantant Marie Petzoldová-Sittová.
Va aprendre el seu ofici a Pest i va treballar als tallers d'Anton Hoffmann a Viena, Ludwig Bausch a Leipzig i Johann Baptist Schweitzer a Budapest. El 1848 es va establir a Praga, va treballar per a Jan Kulik i es va casar amb la seva filla. Els instruments fets per Sitt a partir dels models dels antics mestres italians (Stradivari, Guarneri, Amati) eren molt valorats.